# Remigny, Aisne

Remigny este o comună în departamentul Aisne din nordul Franței. În 1 ianuarie 2022 avea o populație de 341 de locuitori.